# Cerapachys mjobergi
Cerapachys mjobergi är en myrart som beskrevs av Auguste-Henri Forel 1915. Cerapachys mjobergi ingår i släktet Cerapachys och familjen myror. Inga underarter finns listade i Catalogue of Life.